# ウエノコウジ
ウエノ コウジ（本名未公開、1968年3月27日 - ）は、日本のベーシスト。1991年から2003年までTHEE MICHELLE GUN ELEPHANTのベーシストとして活動。現在はthe HIATUS、Radio Caroline等のメンバーとして活動している。
広島県広島市出身。広島県立広島井口高等学校を経て明治学院大学卒業。身長182cm、血液型はA型。既婚。

## 来歴
中学時代にキャロルに影響を受けてギターを始める。高校時代に友人と組んだバンドでギタリストとして活動するが、明治学院大学時代の音楽サークル「世界民族音楽研究会」で組んだバンドでベーシストが居なかったことからベースに転向。以後、ベーシストとして活動することになる。後輩のクハラカズユキの誘いで、THEE MICHELLE GUN ELEPHANTに加入。
卒業時にはバンドマンとして生きていくか内定していた広告代理店へ就職するか迷っていたが、横浜の飲み屋で酔ったチバに「俺についてくれば大丈夫だから」と言われ、それに乗る形で内定を辞退した。親からも特に反対されるようなことはなかったらしく、「デビューするぐらいまで、『まだバンド演ってんのかあ』って感じでのんびりしてた」という。
1996年2月1日、1stシングル「世界の終わり」をTRIADからリリースしメジャー・デビュー。
2003年1月、PATCH、楠部真也と共にRadio Carolineを結成。ライブを中心に活動開始。同年10月11日、THEE MICHELLE GUN ELEPHANT解散。2004年5月19日、Radio Carolineのメンバーとして1stアルバム『Dead Groovy Action』を発売。
2005年12月21日発売のBUCK-TICK20周年記念のトリビュート・アルバム『PARADE〜RESPECTIVE TRACKS OF BUCK-TICK〜』に、rallyのメンバーとして参加。2007年、THE ANONYMOUSの活動開始。2008年、武藤昭平 with ウエノコウジの活動を開始。2009年3月、Radio Carolineの活動を休止し、細美武士が立ち上げたプロジェクト、the HIATUSに加入。
2010年、冷牟田竜之のソロプロジェクト・DAD MOM GODに参加。2014年、加山雄三が結成したバンド・THE King ALL STARSに参加。土屋昌巳率いるKA.F.KAに参加、活動中。

## 人物
最初は中学生の時にギターを買って弾いていたが、大学生の時にバンドにベースがいなくて始め、ベースが性に合っていると思った。パンクが好きで、中でもポール・シムノン（ザ・クラッシュ）が好きでPrecision Bassを買った。
愛煙しているたばこはアメリカンスピリットライト。
古市コータローとよく呑んでいる。

## 逸話
敬愛するミュージシャンはキャロル、ラモーンズ、ザ・ジャム、ドクターフィールグッド、ザ・フーほか多数。ベースは主にフェンダー・プレシジョンベースを使用。アンプはサン、アコースティック製かアンペグ製。エフェクターは一切使用しない。DJとしての活動も行っており、主にロック・フェスティバルの深夜の時間帯等でプレイしている。
THEE MICHELLE GUN ELEPHANTで出演した『ミュージックステーション』では、学生時代に小料理屋で調理担当のバイトしていた為、メンバーの中でも料理は得意な方だと述べた。右耳の聴力は幼少時からほぼ失っている状態であるとインタビューで述べた

## 作品

### 参加作品
- 『ONE SHOT ONE kill-BAD TRACKS FOR BAMBi2-』（2001年12月7日）

カネコアツシ作の漫画「BAMBi」のサウンドトラック。ギャバキングス名義でM-8「one shot one kill」に参加。
- 『メロディーチェイン』 （2005年9月28日）

REVERSLOWのアルバム。M-9「リヴァース」に参加。
- 『PARADE〜RESPECTIVE TRACKS OF BUCK-TICK〜』（2005年12月21日）

BUCK-TICKのトリビュート・アルバム。rally名義でM-12「悪の華」に参加。
- 『勝手 at 九段 ～2008.12.11 you don't know what "LIFE IS..." at 九段会館大ホール～』（2009年4月22日）

勝手にしやがれのコンサートDVD。M-12、13、19にゲスト参加。

## 参加バンド
※太字は現在活動中のバンド。かつて所属していたバンド等も含む。
- THEE MICHELLE GUN ELEPHANT（1991年 - 2003年）
- Radio Caroline（2003年 - 2009年）（2014年 - ）
- rally（2005年）
- THE ANONYMOUS（2007年）
- 武藤昭平 with ウエノコウジ（2008年 - ）
- the HIATUS（2009年 - ）
- DAD MOM GOD（2010年 - ）
- No No No（2010年）
- THE King ALL STARS（2014年 - ）
- KA.F.KA
- originals (2019年 - )
- 花田裕之（サポート）[いつ?]
- 佐藤タイジ（サポート）[いつ?]
- 吉川晃司（2016,2018,2019,2021ツアーサポート）

## イベント
- 音楽と人主催『僕たち、プロ野球大好きミュージシャンです!』（2017年3月 - 、新宿ロフトプラスワン）
- golden jubiliee～ウエノコウジ 50生誕祭（2018年3月27日 東京・渋谷TSUTAYA O-EAST / 2018年3月31日 京都磔磔）[4][5][6][7]
この日限りのスペシャルバンド「golden jubilee band」結成、演奏。
- THE BASS DAY LIVE 2019（2019年11月11日 赤坂BLITZ）

## 連載
- ベース・マガジン「ウエノコウジのBorn to Lose」（2020年 - ）